# زكية سومان
زكية سومان ناشطة في مجال حقوق المرأة من الهند وإحدى الأعضاء المؤسسين لحركة بهاراتيا مسلم ماهيلا أندولان، وهي حركة لحقوق الإنسان قائمة على العضوية.

## حياتها
أصل سومان من أحمد أباد، غوجارات في الهند. عملت أستاذة جامعية للاتصالات التجارية باللغة الإنجليزية في جامعة غوجارات.

## النشاط
تعد سومان مدافعة عن حقوق المرأة المسلمة (حركة تحرير سومان حركة مدافعة عن حقوق المرأة المسلمة). عملت وكتبت بشكل مكثف حول قضايا السلام والعدالة والعلمانية وحقوق الإنسان وحقوق الأقليات.
قامت أيضاً بإعداد موضوع السلام والأمن الإنساني في أكشن إيد،وهي عضو في تحالف جنوب آسيا للقضاء على الفقر(SAAPE).
استمرت بالعمل أستاذةً جامعية في ولاية كجرات قبل أن تترك عملها للتفرغ للعمل من أجل حقوق الأقليات.
وهي مؤسس مركز دراسات السلام، الذي يشارك في نشاط المعرفة من أجل السلام والتسامح.

## التكريم والتقدير
في عام 2014، منحت اللجنة الوطنية للمرأة سومان جائزة النساء المتميزات. كما اختيرت ضمن قائمة بي بي سي للنساء 100 بلا خوف في نوفمبر 2015.